# Cabo Girão

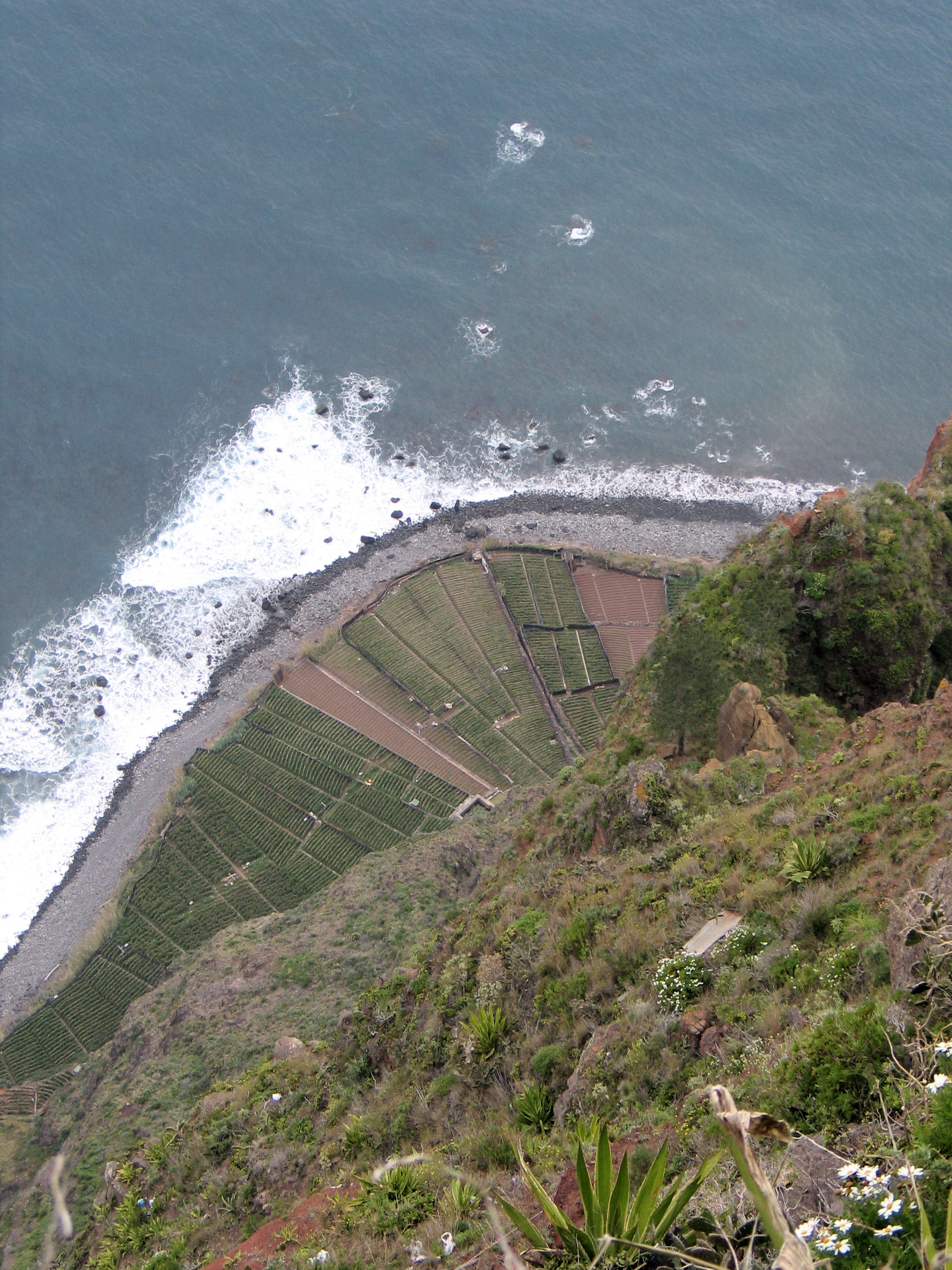
A Cabo Girãóról lepillantva

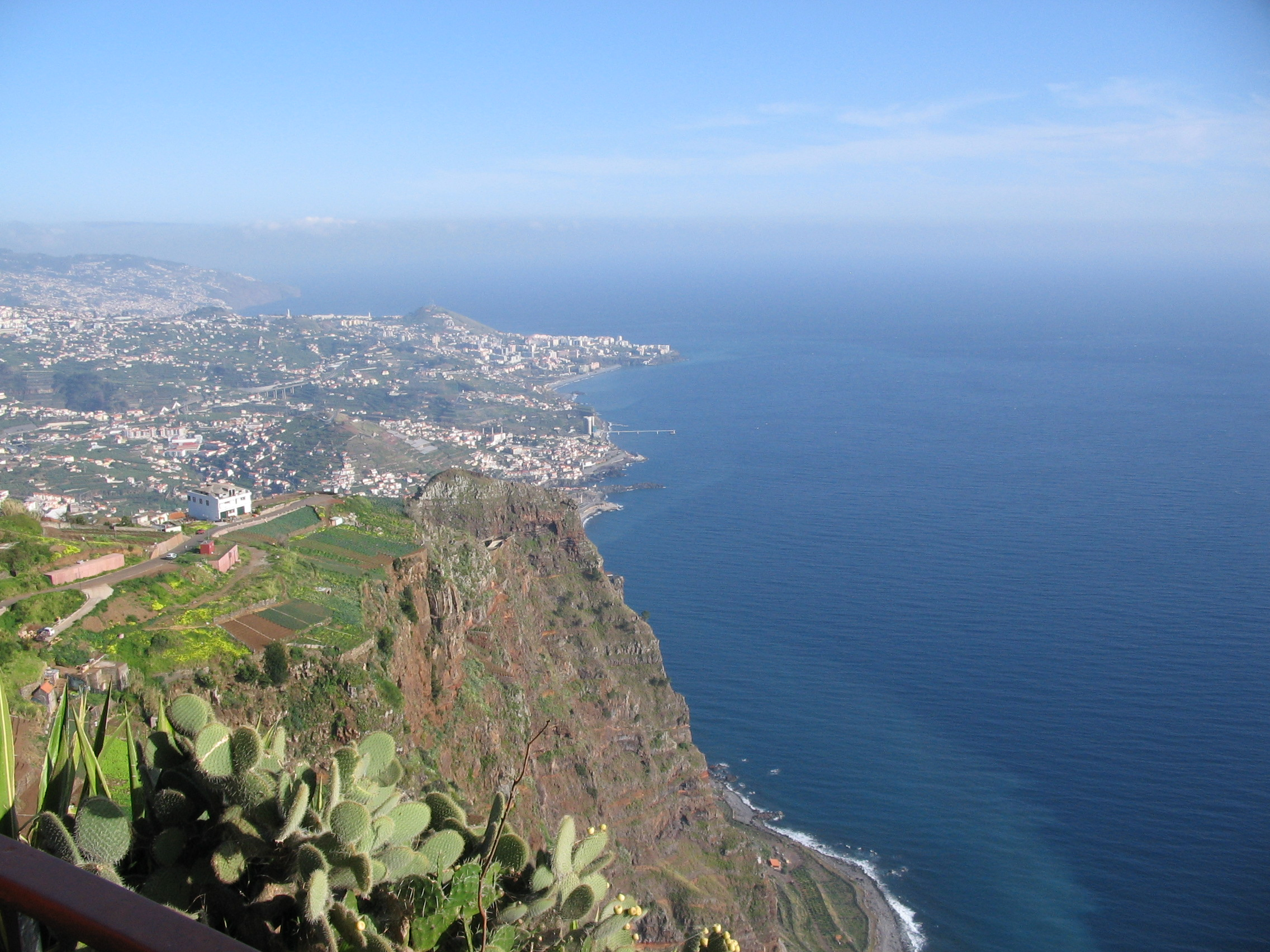
A Cabo Girão keleti vége Câmara de Lobosszal és a háttérben Funchallal, az előtérben fügekaktuszokkal és agávékkal

A Cabo Girão (a „Visszafordulás foka”) Madeira szigetének egyik legnevezetesebb turistalátványossága: a világ második legmagasabb, tengerbe szakadó sziklafala.

## Földrajzi helyzete
A sziget déli partján, Campanário és Câmara de Lobos között, Funchaltól 19 kilométerrel nyugatra emelkedő domb meredek sziklafallal törik a tengerbe. A fal legmagasabb pontja 580 méterrel emelkedik a tenger színe fölé. A tetőn, egy kis eukaliptuszligetben kialakított kilátópontról ellátni egészen Funchalig.

## Közlekedés
A fal tetejére a Funchal és Ribeira Brava között kanyargó ER 229 útról vezet egy kis, ám annál forgalmasabb bekötőút.

## Látnivalók
A fő látványosság maga a sziklafal, amelynek tetejéről lepillantva a parton apró, művelt parcellákat (Fajã dos Asnos) láthatunk: ezek a földek csak hajón közelíthetők meg. 
A tetőn parkoló és turisztikai információs központ várja a látogatókat.

## A szerzetesek terasza
A dombtetőtől mintegy két kilométerrel keletre az ott már valamicskét alacsonyabb sziklafal tövében egy másik kis terasz is kialakult; ezt sokáig a Jézus Társaság (Companhia de Jesus) tagjai művelték. Róluk nevezték el a földecskét Fajã dos Padresnek, és ez a név máig rajta maradt. A szerzetesek idején erre a teraszra is csak a tengerről lehetett eljutni, a közelmúltban azonban a tengerpart és a sziklafal teteje között látványos, üvegkabinos felvonót építettek ki. A parton magánstrandot alakítottak ki különféle járulékos létesítményekkel. A testvériség kápolnájának romjai máig láthatóak.